# Manoir de Coat Bily
Le manoir de Coat Bily est situé à Quimper en France.

## Localisation
Le manoir est situé dans le quartier de Kerfeunten de la commune de Quimper, qui fait partie du département du Finistère en région de Bretagne.

## Description
L'édifice, situé en hauteur, possède un plan rectangulaire en trois niveaux. Il  dispose d'un rez-de-chaussée, d'un étage et d'un étage de combles. Ses murs sont faits de pierre de taille en granite et son toit est fait d'ardoise.

## Historique

### Propriétaires
Le manoir a eu plusieurs propriétaires au fil des ans. Il a d'abord appartenu à la famille de Coëtbilly aux XIVe et XVe siècle. La famille Kerc'hoant est ensuite détentrice du manoir de 1536 à 1550, avant d'être cédé par succession à la famille Le Minec jusqu'en 1571, où il appartient désormais à Guyomar'ch de Tréanna. En 1636, le manoir passe à Pierre Grasset. Durant le XVIIIe siècle, deux familles possèderont le manoir, les Poulpiquet et les Horellou. Après la Révolution, le manoir appartient à la famille de Vincelles, puis est cédé aux Danion de 1912 à 1958. Il est toujours détenu par une personne privée aujourd'hui.
Le corps de logis du manoir est inscrit au titre des Monuments historiques par arrêté du 11 mai 1932.

### Architecture
Le logis actuel, qui reste inachevé, a sans doute été construit sous la famille Kerc'hoant.
Les éléments de Renaissance ont été ajoutés par les Le Minec, attesté par une inscription sur l'escalier en vis.

## Galerie d'images

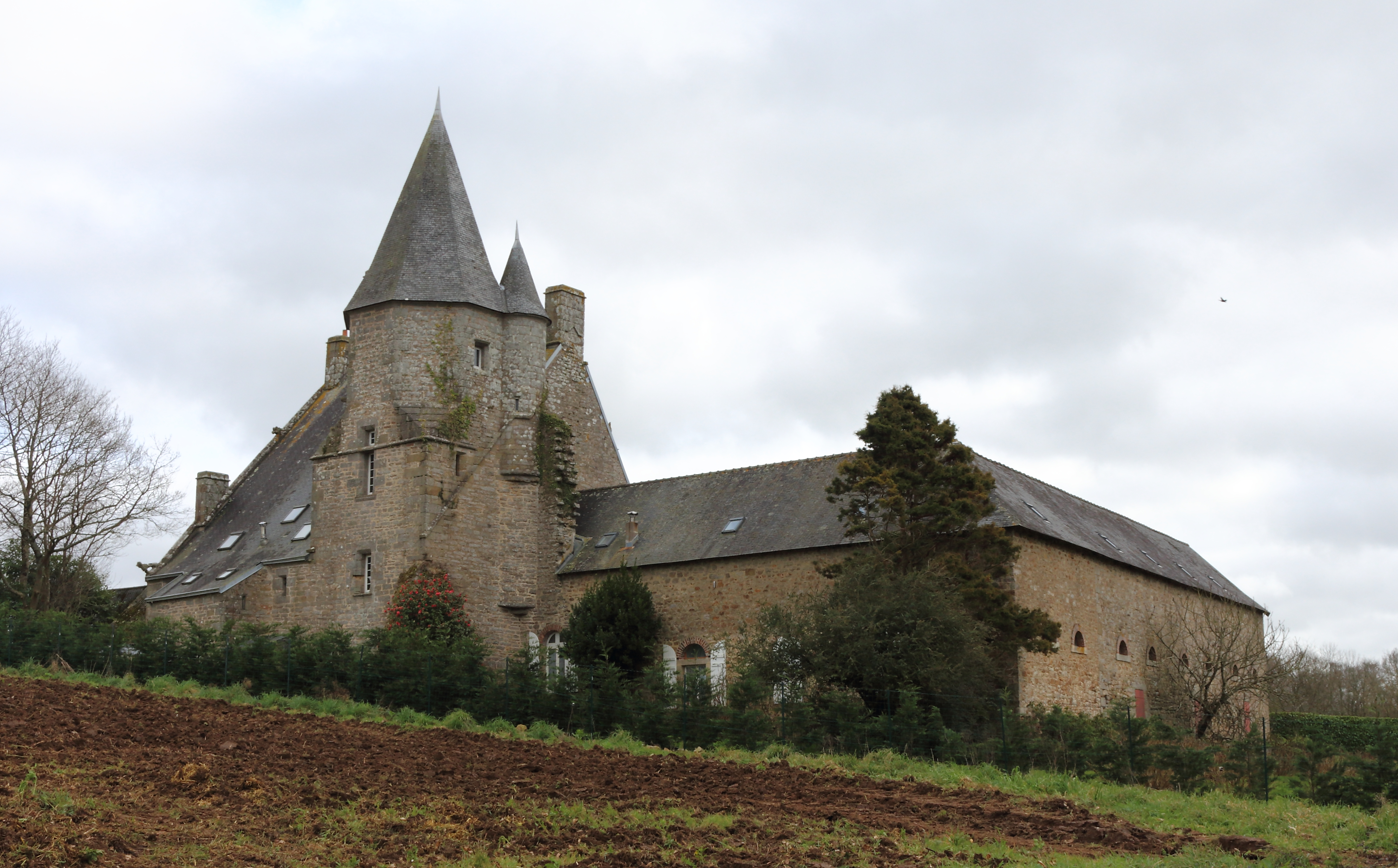
Manoir Coat Bily
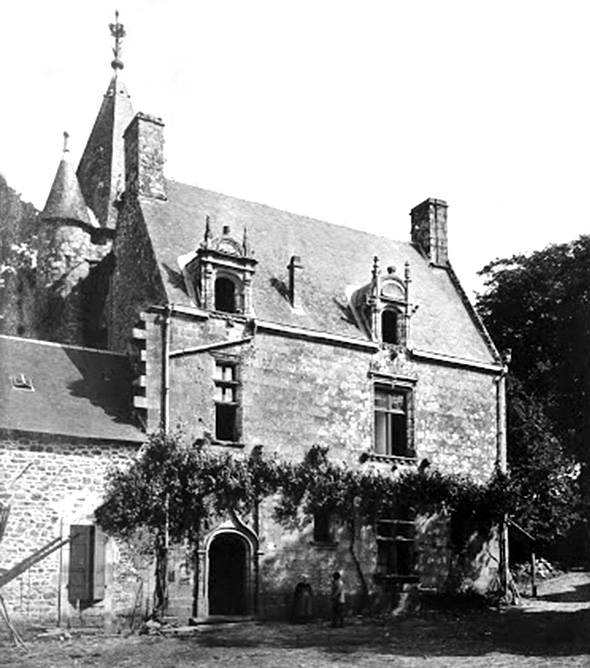
Façade